# Biberkopf
Biberkopf är ett berg i Österrike, på gränsen till Tyskland.   Det ligger i distriktet Reutte i förbundslandet Tyrolen, i den västra delen av landet, 500 km väster om huvudstaden Wien. Toppen på Biberkopf är 2 599 meter över havet, eller 417 meter över den omgivande terrängen. Bredden vid basen är 2,9 km.
Terrängen runt Biberkopf är huvudsakligen bergig, men västerut är den kuperad. Trakten är glest befolkad. Närmaste större samhälle är Mittelberg, 8,3 km nordväst om Biberkopf. 